# Dragan Đukić
Dragan Djukić or Đukić (sinh ngày 15 tháng 7 năm 1987) là một cầu thủ bóng đá người Thụy Sĩ thi đấu cho SC Young Fellows Juventus.

## Sự nghiệp
Cầu thủ Thụy Sĩ bắt đầu sự nghiệp tại FC Blue Stars Zürich năm 1997 và thi đấu ở đó tại E- và D-youth. Năm 1999, anh gia nhập Grasshopper. Vào tháng 7 năm 2006 anh có màn ra mắt đội một của Grasshopper; anh ra sân ở vị trí dự bị thay cho Fabio Coltorti trong một trận tại Cúp UI và Giải bóng đá vô địch quốc gia Thụy Sĩ.
Sau vụ chuyển nhượng từ Fabio Coltorti abode Djukic in the season 2007/08 surrogate and joined vào tháng 7 năm 2008 to FC Wohlen, vào tháng 1 năm 2009, rời Wohlen và ký hợp đồng cho SC Kriens.

## Quốc tế
Đukić góp mặt trong dội U-16 và U-18 Thụy Sĩ. Tháng 11 năm 2006 anh được đẩy lên U-21 Thụy Sĩ.